# Павлычев, Валентин Николаевич
Павлычев Валентин Николаевич (род. 12 февраля 1936, Ярославль, Ивановская Промышленная область) — генеральный директор (1994—1996) ОАО «Газпром нефтехим Салават».

## Биография
Родился 12 февраля 1936 года в городе Ярославле. В 1960 году окончил Технологический институт. По распределению приехал работать в Салават, где через месяц по ходатайству Ген. директора Березовского получил квартиру и остался работать.
С 1960 по 1976 гг. работал в Салавате на комбинате № 18: оператором, начальником смены, начальником цеха, главным инженером, директором химического завода. В 1976—1994 — главный технолог, главный инженер Салаватского нефтехимического комбината. В 1978 году защитил кандидатскую диссертацию — кандидат химических наук.
В 1994—1996 — генеральный директор ОАО «Салаватнефтеоргсинтез»;
Преподавал в Салаватском филиале УГНТУ, доцент (1986 г.).
С 1996 по 2000 работал в Уфе главным технологом компании «Башнефть», затем Главным технологом по химизации добычи нефти института «БашНИПИнефть».
Во время работы Павлычева на ОАО «Салаватнефтеоргсинтез» в период с 1994 по 1996 год были введены в эксплуатацию производство бензола, механическая очистка промышленных стоков на очистных сооружениях. Он принимал участие в организации пуска технологической установки ЭП-300, комплексов по производству бутиловых спиртов, фталевого ангидрида, пластификаторов, специального топлива, аммиака, риформинга, цеолитов. При участии Павлычева было разработано около 50 химических реагентов для интенсификации добычи нефти, часть из которых защищены патентами, внедрены в производство или прошли промышленные испытания.
Соавтор более 150 изобретений, некоторые из них запатентованы во Франции, Японии, Германии, Чехословакии, США. Опубликован ряд статей и докладов в различных научных изданиях.
С 1981 по 1999 избирался депутатом Салаватского городского Совета, членом Салаватского горкома КПСС (1983—1989), в 1995—1997 — депутат палаты представителей государственного Собрания — Курултая Республики Башкортостан. Полномочия в 1997 году были прекращены досрочно.
С 2006 по сентябрь 2012 в ООО «АНЕГА-Бурение» (с сентября 2012 г. по июнь 2014 г. ООО «Башнефтесервис») занимал должность начальника управления буровых растворов и химических технологий.

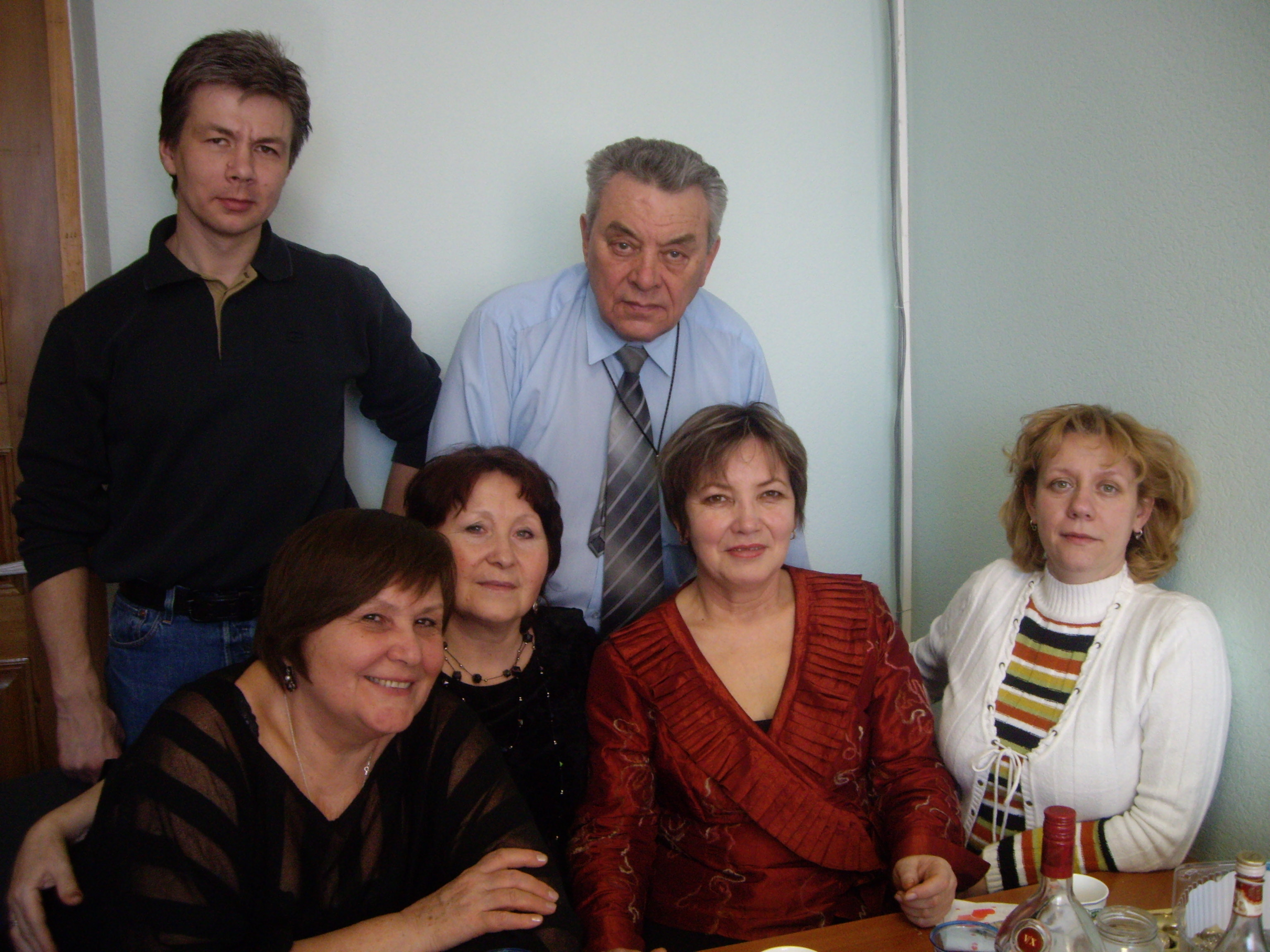
На фотографии сотрудники компании ООО «АНЕГА-Бурение». Отмечают женский день — 8 марта!

## Награды
Награждён:
- Орденом Октябрьской Революции (1976 год)
- Медалями «За трудовую доблесть» (1969 год), «За доблестный труд». В ознаменование 100-летия со дня рождения В. И. Ленина" (1970 год).
- За внедрение изобретения созданного после 20 августа 1973 года вручен нагрудный знак «Изобретатель СССР» (1988 год),
- Ему присвоены почётные звания «Заслуженный ветеран труда», «Почётный нефтехимик» (1996 год), «Заслуженный рационализатор Башкирской АССР»[4].

Лауреат Государственной премии СССР за работу в области химических технологий (1983), премии Совета Министров СССР (1976).